# 金原亭馬生 (8代目)
八代目 金原亭 馬生（きんげんてい ばしょう、明治29年（1896年）9月7日 - 昭和18年（1943年）11月7日）は、主に大正期・昭和初期に活躍した落語家。本名∶小西 万之助。

## 経歴
はじめ帝国議会（衆議院）の下働きをしていた。1910年、四代目橘家圓喬門下に入り橘家喬松を名乗る。その後初代桂小南門下に移り桂小平となり、1913年には二代目桂三木助門下で三太となって、さらに二代目三遊亭小圓朝門下に移って三遊亭清朝から1918年8月、三遊亭小圓治となる。
一時宇都宮で幇間に転業、茶目平の名で活躍。やがて友人金原亭武生のひきで、1925年ころに武生の師匠四代目古今亭志ん生門下に加わり古今亭延生となる。三遊亭圓生と紛らわしいので、翌1926年4月、古今亭志ん馬に改名。地方廻りを経て八代目桂文楽門下で桂文生となってから1927年9月に四代目蝶花楼馬楽門下で、蝶花楼馬の助で真打昇進。1936年に金原馬の助となってから金原亭馬の助を経て、1939年10月、友人志ん生の前名八代目金原亭馬生襲名。

## 芸歴
- 1910年∶四代目橘家圓喬門下に入門、橘家喬松を名乗る。
- 初代桂小南門下に移籍、桂小平と改名。
- 1913年∶二代目桂三木助門下に移籍、三太と改名。
- 二代目三遊亭小圓朝門下に移籍、清朝に改名。
- 1918年8月∶小圓治と改名。
- 宇都宮で幇間に転業、茶目平と改名。
- 1925年∶四代目古今亭志ん生門下に移籍、古今亭延生と改名。
- 1926年4月∶古今亭志ん馬を襲名。
- 八代目桂文楽門下に移籍、桂文生と改名。
- 1927年9月∶四代目蝶花楼馬楽門下に移籍、蝶花楼馬の助で真打昇進。
- 1936年∶金原馬の助と改名。
- 金原亭馬の助と改名。
- 1939年10月∶八代目金原亭馬生襲名。

## 人物
幇間を経験したこともあり、いかにも明るく陽気な口調であったが、早世した。「ずっこけ」「干物箱」「雑俳」などを得意とした。
酒を飲むとこっそり便所で指を喉に入れて嘔吐し、また何食わぬ顔で酒を飲む癖があり「ゲロ万」の異名があった。また、丸顔だったことから「だるまの万ちゃん」、物忘れが激しく頭の回転も悪かったことから「脳梅の万ちゃん」とも言われた。
坊野寿山主宰の噺家の川柳の会「鹿連会」に入会する時は、母親が菓子折りを持ってついてきて「うちの子は頭が悪いから、面倒みてやってください」とお願いしたという。また、数を数えるのに両手を使っていたため、川柳の五・七・五を数えられず（十を越えてしまうため）、母親から「ソロバンを使ったらいいよ」と教えられ、ソロバンをパチパチ使って川柳を作っていたという。